# Озеро страха 3
«Озеро страха 3» (англ. Lake Placid 3, в титрах «Озеро страха: Часть третья») — телевизионный фильм фильм ужасов, премьера которого состоялась 21 августа 2010 года на телеканале Syfy. Является продолжением фильма «Озеро страха 2» и третьей частью серии фильмов «Озеро страха». Режиссером фильма стал Грифф Фёрст.
Фильм получил в основном негативные отзывы от зрителей и критиков из-за использования дешёвой компьютерной графики и игры актёров. Однако, несмотря на отзывы, третий фильм стал успешен в прокате и через два года вышло прямое продолжение под названием «Озеро страха 4: Последняя глава».

## Сюжет
Через год после событий, описанных во втором фильме серии, на Чёрном озере, в округе Арустук, штат Мэн, молодая пара — Эйприл и Джейсон купаются, и на них нападает и убивает группа детенышей крокодилов. Тем временем, в доме покойной Сэди Бикерман, ее племянник Натан, его жена Сьюзен и их сын Коннор убирают дом, чтобы продать его. Однако вскоре появляется шериф Тони Уиллингер и убеждает Натана и Сьюзен не продавать дом. Коннор преследует сбежавшую домашнюю ящерицу вниз к озеру, где он встречает детенышей крокодилов и начинает тайно кормить их.
Два года спустя Коннор продолжал кормить уже взрослых крокодилов краденым мясом из супермаркета, но вскоре Дмитрий поймал его за кражу в магазине и отправил домой к своей няне Вике. Однако Коннор идет к озеру, чтобы покормить крокодилов, а за ним следует Вика, на которую нападают. Вика, чья рука сильно повреждена, находит Сьюзен в доме Сэди, где они ухаживают за рукой Вики, и Коннор признается, что кормит крокодилов. Тем временем Натан обыскивает озеро из-за нескольких исчезновений лосей. Он знакомится с четырьмя подростками — Элли, Тарой, Аароном и Чарли, которые разбивают лагерь на озере. Подростки показывают Натану голову лося, которую они ранее нашли, заставляя Натана поверить, что это был акт охотника Ребы, но он убеждает шерифа Тони обыскать озеро, чтобы убедиться, что оно очищено от крокодилов. Пока подростки разбивают лагерь, они решают поплавать, а девочки идут в лес, чтобы раздеться и надеть бикини. Чарли шпионит за ними и наблюдает, как они раздеваются и фотографируются, но потом их съедает крокодил.
К Ребе обращается подросток Бретт, чтобы помочь ему найти свою подругу Элли, которой, как он опасается, воспользуется Аарон. Реба соглашается и берет Бретт на озеро в своей лодке с Джонасом и Уолтом. Когда они останавливаются, чтобы поохотиться на лося, крокодил нападает на лодку и сбивает группу в воду. Уолта пожирают, но остальные бегут на берег и остаются в лесу. Через несколько часов Элли и Аарон ищут пропавшего Чарли, оставив Тару у озера, где она была убита крокодилом. Элли и Аарон возвращаются, чтобы найти ее пропавшей, поэтому они решают попытаться получить помощь. Они обнаруживают труп Чарли, затем находят то, что Элли считает курткой Бретта. Элли решает искать Бретта, расстраивая Аарона, который идет в другую сторону, только чтобы быть атакованным крокодилом.
Обыскав озеро, Натан и шериф Тони прибывают в дом Сэди и присоединяются к Сьюзен, Коннору и Вике. Они решают попытаться сбежать из дома, чтобы отправиться в больницу, но, как только они это делают, Вика и шериф Тони пожираются, а машина погружается в озеро. Натан, Сьюзен и Коннор прячутся в доме. Тем временем Бретту, Ребе и Джонасу удается застрелить крокодила, но появляется другой крокодил и обезглавливает Джонаса, прежде чем напасть на Ребу, которой удается убежать. Отчаявшись, Реба и Бретт отправляются на лодке Ребы к дому Сэди и встречаются с Натаном, Сьюзен и Коннором. Решив найти Элли, Бретт бежит к лодке Ребы и ищет ее. Он находит Элли, но крокодил убивает его.
Реба убивает крокодила, который врывается в дом, а затем уходит с Натаном, Сьюзен и Коннором. Элли присоединяется к ним, и они добираются до города. Группа врывается в супермаркет, чтобы позвать на помощь, вызывая тревогу и привлекая Дмитрия, но он быстро пожирается, когда группа крокодилов входит в супермаркет. Группа попадает в засаду, но ей удается убить большую часть крокодилов, но Реба, по-видимому, погибает в этом процессе. Единственный оставшийся крокодил преследует Натана, Сьюзен, Элли и Коннора до бензоколонки, где группе удается поджечь газ зажигалкой, вызывая взрыв, который убивает крокодила. Затем приезжает скорая помощь и помогает Натану, Сьюзен, Элли и Коннору.
Некоторое время спустя Натан водит группу туристов вокруг озера, рассказывая им о крокодилах, которые, как полагают, вымерли. Однако детеныш крокодила плавает в озере, прежде чем взрослый крокодил нападает на камеру и фильм заканчивается.

## Актеры
- Колин Фергюсон в роли Натана Бикермана
- Янси Батлер в роли Ребы
- Кирсти Митчелл в роли Сьюзен Бикерман
- Кейси Кларк в роли Элли
- Джордан Грехс в роли Коннора Бикермана
- Майкл Айронсайд в роли шерифа Тони Уиллингера
- Марк Эванс в роли Бретта Уильямса
- Нильс Хогнестад в роли Аарона Фицджеральда
- Бьянка Ильич в роли Виктории «Вики» Льюис
- Анжелика Пенн в роли Тары Кендрик
- Брайан Лэндон в роли Чарли Бермана
- Атанас Сребрев в роли Йонаса Андреса
- Дональд Андерсон в роли Уолта Дэвиса
- Роксана Паллетт в роли Эйприл Уоллес
- Джеймс Марчант в роли Джейсона Кингсли
- Велизар Бинев в роли Дмитрия Клиза

## Критика
Фильм получил в основном негативные оценки от критиков и зрителей. Дэвид Нусаир из Reelfilm.com называется это «…просто еще один ненужный прямой к видео хоррор-сиквел» и дал ему 1,5 звезды из 4. Кен Такер из Entertainment Weekly дал фильму отрицательный отзыв, назвав его «последним новым мусорным фильмом ужасов канала Syfy». Он похвалил Фергюсона, который «сделал свою работу как можно лучше в данных обстоятельствах», и Батлера, но пропустил присутствие Бетти Уайт из первого фильма.

## Выход на DVD
Фильм был выпущен на DVD 26 октября 2010 года.